# Liste französischer Forts in der algerischen Sahara

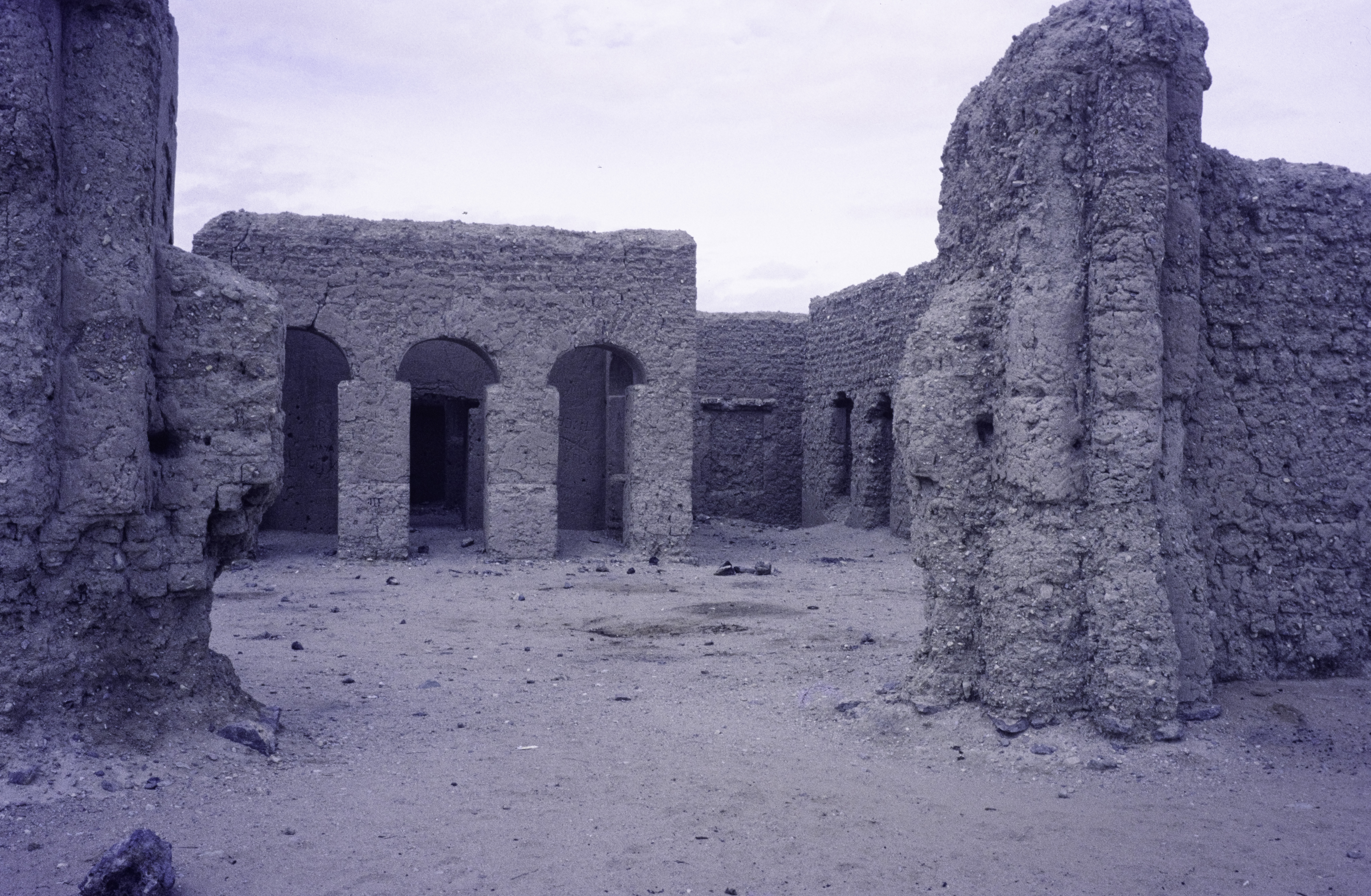
Fort Serouanout. Dider, Algerien, 1992.

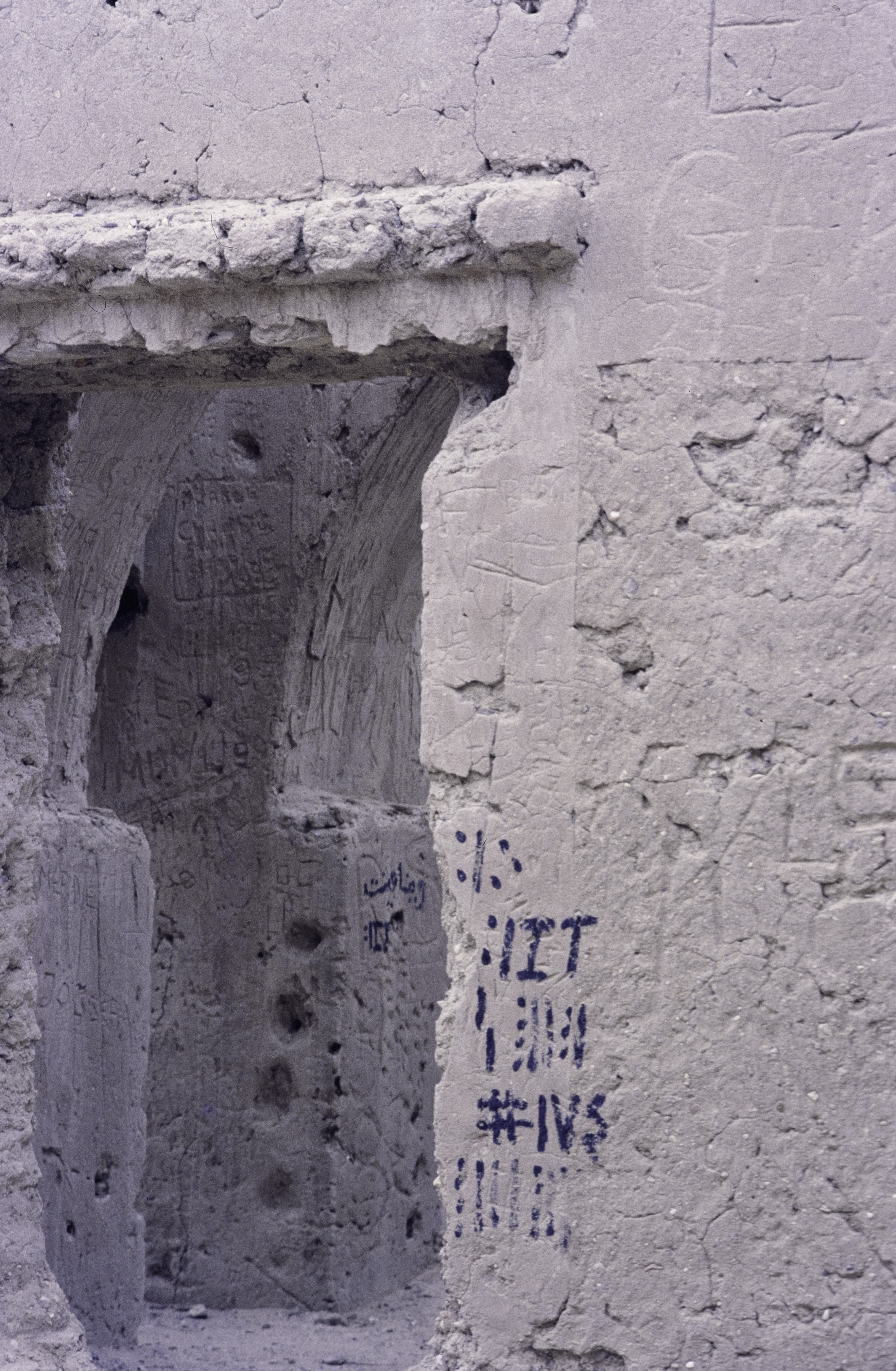
Fort Serouanout. Dider, Algerien, 1992.

Diese unvollständige Liste gibt einen Überblick über die in der französischen Kolonialherrschaft in der algerischen Sahara errichteten militärischen Befestigungsanlagen (Forts). Anstelle der Bezeichnung Fort wurde oftmals auch die in Algerien übliche Bezeichnung Bordj (kleines Fort) verwendet.

## Liste
| französischer Name | heutiger Name    | Provinz     | Errichtungsjahr | Lage                            | Wikidata                      |
| ------------------ | ---------------- | ----------- | --------------- | ------------------------------- | ----------------------------- |
| Fort Charlet       | Djanet           | Djanet      | –               | 24.555 9.4852777777778          | Djanet (Q1014380)             |
| Fort de Polignac   | Illizi           | Illizi      | 1908            | 26.508027777778 8.4829444444444 | Illizi (Q640740)              |
| Fort d’Issendjel   | (verfallen)      | Illizi      | –               | 26.861522222222 8.7244277777778 | Fort d'Issendjel (Q106097307) |
| Fort Flatters      | Bordj Omar Driss | Illizi      | 1903            | 28.146388888889 6.8255555555556 | Bordj Omar Driss (Q2910777)   |
| Fort Gardel        | Bordj El Haouas  | Djanet      | –               | 24.878888888889 8.4430555555556 | Bordj El Haouas (Q2910767)    |
| Fort Laouni        | (verfallen)      | In Guezzam  | –               | 20.342583333333 5.6736333333333 | Fort Laouni (Q106098127)      |
| Fort Laperrine     | Tamanrasset      | Tamanrasset | 1919            | 22.785 5.5227777777778          | Tamanrasset (Q205792)         |
| Fort Mac Mahon     | Hassi el Homeur  | Timimoun    | 1894            | 29.758269888889 1.6214811944444 | Fort Mac Mahon (Q106097108)   |
| Fort Miribel       | Hassi Chebaba    | El Meniaa   | 1894            | 29.432863055556 3.0005119444444 | Fort Miribel (Q106097214)     |
| Fort Motylinski    | Taghaouhaout     | Tamanrasset | 1908            | 22.67 5.92                      | Fort Motylinski (Q3077948)    |
| Fort Tarat         | Tarat            | Illizi      | 1911            | 26.115833333333 9.3527777777778 | Tarat (Q13365972)             |